# Луде године (Француска)
Луде године (фр. Années folles) је израз који се у контексту историје Француске користи за период који је оквирно почео по завршетку или неколико година након Првог светског рата 1918. године, а завршио сломом њујоршке берзе и почетком Велике економске кризе 1929. године, а кога је, пре свега у Паризу, карактерисао процват модерне и нонконформистичке културе ком је подлогу дао релативни економски опоравак, али и долазак нових технологија након рата. Луде године у Француској се често наводе као део ширег, међународног тренда, односно периода познатог као Бурне двадесете.